# Condado de Valmaseda

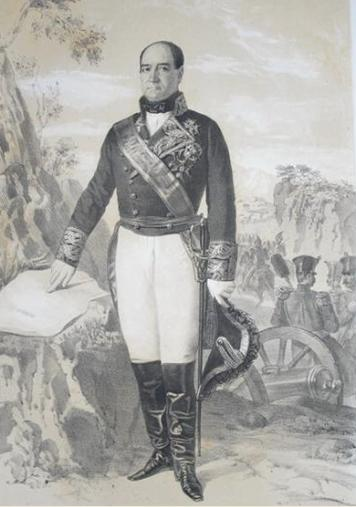
José Santos de la Hera y de la Puente, I conde de Valmaseda.

El condado de Valmaseda es un título nobiliario español, creado el 2 de diciembre de 1846, por la reina Isabel II de España, a favor de José Santos de la Hera y de la Puente. En 6 de marzo de 1886 se le concedió la grandeza de España por la reina regente María Cristina durante la menoridad de Alfonso XIII de España.

## Denominación

Escudo de Balmaseda, Vizcaya.

La denominación hace referencia a la localidad de Valmaseda, en la provincia de Vizcaya.

## Condes de Valmaseda
|                        | Titular                               | Periodo                |
| Creación por Isabel II | Creación por Isabel II                | Creación por Isabel II |
| ---------------------- | ------------------------------------- | ---------------------- |
| I                      | José Santos de la Hera y de la Puente | 1846-1859              |
| II                     | Blas Diego Villate y de la Hera       | 1859-1882              |
| III                    | Enrique Ramón Villate y Carralón      | 1882-1925              |
| IV                     | Antonio Villate y Vaillant            | 1925-1944              |
| V                      | Alicia Villate y Muñoz                | 1944-2006              |
| VI                     | Juan José Parra y Villate             | 2006-2012              |
| VI                     | Alicia Parra y Vidal                  | 2012-actual titular    |

## Historia de los condes de Valmaseda
- José Santos de la Hera y de la Puente, I conde de Valmaseda, teniente general, combatiente de la guerra de independencia peruana y posteriormente presidente del Tribunal Supremo de Guerra y Marina.

Le sucedió su sobrino materno
- Blas Diego Villate y de la Hera (Sestao, 1824 - Madrid, 1882), II conde de Valmaseda, militar español, que participó en el levantamiento de Vicálvaro (1854) y en la guerra de África y como capitán general interino de Cuba (1867) reprimió duramente el movimiento insurreccional; tras su dimisión regresó a España y tomó parte en el golpe que proclamó la Restauración borbónica; nombrado de nuevo capitán general de Cuba en 1875, dimitió un año después y fue capitán general de Castilla la Nueva (1881).[1]

- Enrique Ramón Villate y Carralón, III conde de Valmaseda, ingeniero de minas. Se casó con María del Carmen Vaillant y Ustáriz. Le sucedió su hijo.

- Antonio Villate y Vaillant (Madrid, 31 de enero de 1889 - Madrid, 13 de junio de 1944), IV conde de Valmaseda, gentilhombre grande de España con ejercicio y servidumbre del Rey Alfonso XIII. Se casó con Alicia Muñoz y Cañedo (Oviedo, 16 de febrero de 1900 - 6 de enero de 1970), IV duquesa de Tarancón, III condesa de Casa Muñoz, II condesa del Recuerdo y II condesa de Gracia. Le sucedió su hija.

- Alicia Villate y Muñoz (Madrid, 3 de abril de 1923 - Madrid, 29 de mayo de 2006), V duquesa de Tarancón, V condesa de Valmaseda, IV condesa de Casa Muñoz, III condesa del Recuerdo.

Se casó con José Parra y Lázaro (Cáceres, 10 de septiembre de 1910 - Madrid, 10 de diciembre de 1981). Le sucedió su hijo.
- Juan José Parra y Villate (Madrid, 22 de mayo de 1948 -), VII duque de Tarancón, VI conde de Valmaseda.

Se casó con Genoveva Vidal y Secanell. Le sucede por cesión su hija.
- Alicia Parra y Vidal (1981 -), VII condesa de Valmaseda